# تان‌های (کاماو)
تان‌های  (به ویتنامی: Xã Tân Hải) یک قصبه در ویتنام است که در استان کاماو واقع شده‌است.